# Lữ đoàn 113 (Ukraina)
Lữ đoàn phòng thủ lãnh thổ 113 (tiếng Ukraina: 13-та окрема бригада територіальної оборони) là một đơn vị của Lực lượng Phòng thủ Lãnh thổ ở tỉnh Kharkiv, Ukraina. Lữ đoàn trưởng Lữ đoàn 113 hiện tại là Đại tá Yevhen Igorovich Zadorozhnyi. Lữ đoàn 113 được thành lập ngày 28 tháng 8 năm 2018. Lúc mới thành lập có 5 tiểu đoàn. 

## Cơ cấu
Hiện tại, Lữ đoàn 113 gồm:
- Lữ đoàn bộ
- Tiểu đoàn phòng thủ lãnh thổ 120 (Derhachi), số đơn vị quân sự: А7286
- Tiểu đoàn phòng thủ lãnh thổ 121 (Zmiiv), А7287
- Tiểu đoàn phòng thủ lãnh thổ 122 (Izium), А7288
- Tiểu đoàn phòng thủ lãnh thổ 123 (Kupiansk), А7289
- Tiểu đoàn phòng thủ lãnh thổ 124 (Lozova), А7290
- Tiểu đoàn phòng thủ lãnh thổ 125 (Chuhuiv), A7291
- Tiểu đoàn phòng thủ lãnh thổ 209 (Bohodukhiv), А7378
- Đại đội kỹ thuật
- Đại đội thông tin
- Đại đội hậu cần
- Đại đội súng cối

## Chiến tích
Trong Chiến tranh Nga-Ukraina, Lữ đoàn 113 đã chiến đấu ở nhiều mặt trận, như phòng thủ ở Kharkiv, giành lại các làng Vasylenkove và Artemivka trong chiến dịch phản công ở Kharkiv, bảo vệ Bakhmut.